# Kılıç Arslan I.
Kilitsch Arslan oder Kilidsch Arslan I. (auch Kylydsch Arslan, قلج أرسلان DMG Qïlïč-Arslan, türkisch Kılıç Arslan, Bedeutung: „Der Schwert-Löwe“; * 1079; † 1107) war ab 1092 der seldschukische Sultan von Rum.
Nach dem Tod seines Vaters Suleiman 1086 wurde Kilitsch Arslan als Geisel am Hof des Seldschuken-Sultans Malik Schah I. festgehalten und erst befreit, als Malik Schah 1092 starb. Kilitsch Arslan richtete seine Hauptstadt in Nicäa ein und tötete seinen Schwiegervater, den Emir Çaka Bey von Smyrna, um sein Sultanat zu stabilisieren.
Als der Volkskreuzzug unter Peter dem Einsiedler und Walter Sans-Avoir Nicäa erreichte, konnte Kilitsch Arslan I. die im Kampf unerfahrenen und zusammengewürfelten Pilger leicht besiegen. Etwa 20.000 Kreuzfahrer wurden getötet, der Rest in die Sklaverei verkauft. Aufgrund dieses leichten Siegs nahm er die Hauptarmee der Kreuzfahrer, die wenig später in Kleinasien ankam, nicht als eine ernste Bedrohung wahr. So überfiel Kilitsch Arslan I. das Reich der Danischmenden in Ostanatolien, das Malik Ghazi regierte. Während Kilitsch Arslan I. im Osten gegen die Danischmenden kämpfte, belagerte die Armee des Ersten Kreuzzugs im Mai 1097 Nicäa. Er eilte zurück in seine Hauptstadt, fand sie von Kreuzrittern umringt und unterlag ihnen am 21. Mai in einer Schlacht. Die Stadt unterwarf sich daraufhin dem Byzantinischen Reich. Infolgedessen kamen die Ehefrau und die Kinder von Kilitsch Arslan I. als Geiseln nach Konstantinopel und wurden später ohne Lösegeld freigelassen.
Als der Kreuzzug seinen Marsch durch Anatolien fortsetzte, legte Kilitsch Arslan am 29. Juni einen Hinterhalt bei Doryläum. Seine Bogenschützen konnten jedoch die Verteidigungslinien der Kreuzritter nicht durchbrechen, so dass eine Gruppe von Rittern unter Bohemund von Tarent sogar am 1. Juli das türkische Lager eroberte (→ Schlacht von Doryläum (1097)). Kilitsch Arslan zog sich daraufhin zurück und griff die Christen nicht wieder an. Er begnügte sich damit, die Ernte und die Wasserversorgung entlang der Route der Kreuzfahrer zu vernichten.
1101 schlug Kilitsch Arslan eine weitere Kreuzfahrerarmee bei Herakleia (→ Kreuzzug von 1101) – ein wichtiger Sieg für die Türken, da er den Mythos der Unbesiegbarkeit der Kreuzritter zerstörte. Nach dieser Schlacht verlegte er seine Hauptstadt nach Ikonion.
1104 nahm Kilitsch Arslan seinen Krieg gegen die Danischmenden wieder auf, die nach dem Tod Malik Ghazis nicht schwächer geworden waren. 1107 eroberte er Mosul, wurde dann aber von Radwan von Aleppo und dem Seldschukensultan Muhammad I. Tapar geschlagen. Auf dem Rückzug ertrank er im Fluss Chabur. Sein Mausoleum befindet sich im Innenhof der Alaeddin-Moschee von Konya.